# Kaytranada
Луїс Кевін Селестін (англ. Louis Kevin Celestin; нар. 25 серпня 1992), відомий як Kaytranada (стилізовано як KAYTRANADA, скорочено KAYTRA), є гаїтсько-канадським продюсером і діджеєм. Здобув популярність після випуску серії мікстейпів, реміксів та оригінальних музичних проєктів, починаючи з 2010 року під псевдонімом Kaytradamus. У 2013 році під псевдонімом Kaytranada він почав набувати ширшого визнання, а наступного року підписав угоду з XL Recordings, з якою він випустив свій дебютний студійний альбом 99,9% у 2016 році. У 2019 році він випустив наступний альбом Bubba, за який отримав дві премії Ґреммі, включаючи найкращий танцювальний/електронний альбом.

## Раннє життя
Луїс Кевін Селестін народився 25 серпня 1992 року в Порт-о-Пренс, Гаїті. Незабаром після його народження, родина переїхала до Монреаля, де він виріс. Kaytranada почав займатися музикою у віці 14 років. Наступного року, у 15 років, Kaytranada почав продюсувати після того, як його брат познайомив його з FL Studio.

## Особисте життя
У квітні 2016 року в статті The Fader Kaytranada розкрив, що він гей.

## Дискографія
З 2010 року Kaytranada випустив два студійні альбоми, два студійних EP, численні синґли та щонайменше десяток біт-кассет. Він також є частим виконавцем реміксів і випустив низку спільних проєктів із The Celestics та Робертом Гласпером.

### Студійні альбоми
- 99,9% (2016)
- Bubba (2019)
- Kaytraminé (2023 з Аміне)
- Timeless (2024)